# Prealpi Liguri
(Italo Calvino, Il sentiero dei nidi di ragno)
Le Prealpi Liguri o  Alpi Liguri Orientali (in francese Préalpes liguriennes) sono un gruppo montuoso appartenente alle Alpi Liguri, poste al confine tra la regione Piemonte (provincia di Cuneo) e la regione Liguria (provincia di Savona e provincia di Imperia). Sono suddivise dalle Alpi del Marguareis (l'altra sottosezione delle Alpi Liguri) dal colle di Nava. La vetta principale è il monte Armetta che raggiunge i 1.739 m s.l.m. La distanza in linea d'aria tra i due estremi della catena, il Colle di Nava e la Bocchetta di Altare, è di 47 km.

## Geologia
Nella zona delle Prealpi liguri sono ben rappresentati, come in altre zone prealpine, i conglomerati e altre rocce sedimentarie come marne, arenarie, calcare e gesso.

## Classificazione
Secondo la SOIUSA le Prealpi Liguri sono una sottosezione alpina con la seguente classificazione:
- Grande parte = Alpi Occidentali
- Grande settore = Alpi Sud-occidentali
- Sezione = Alpi Liguri
- Sottosezione = Prealpi Liguri
- Codice = I/A-1.I

## Delimitazioni
Ruotando in senso orario i limiti geografici delle Prealpi Liguri sono: colle di Nava, fiume Tanaro, torrente Cevetta, bocchetta di Altare, torrente Lavanestro, Savona, mar Ligure, Albenga, valle Arroscia, colle di Nava.  Anche stando al volume del CAI Alpi Liguri (Guida dei Monti d'Italia, 1981) le Prealpi Liguri cominciano ad est del Colle di Nava.

## Suddivisione

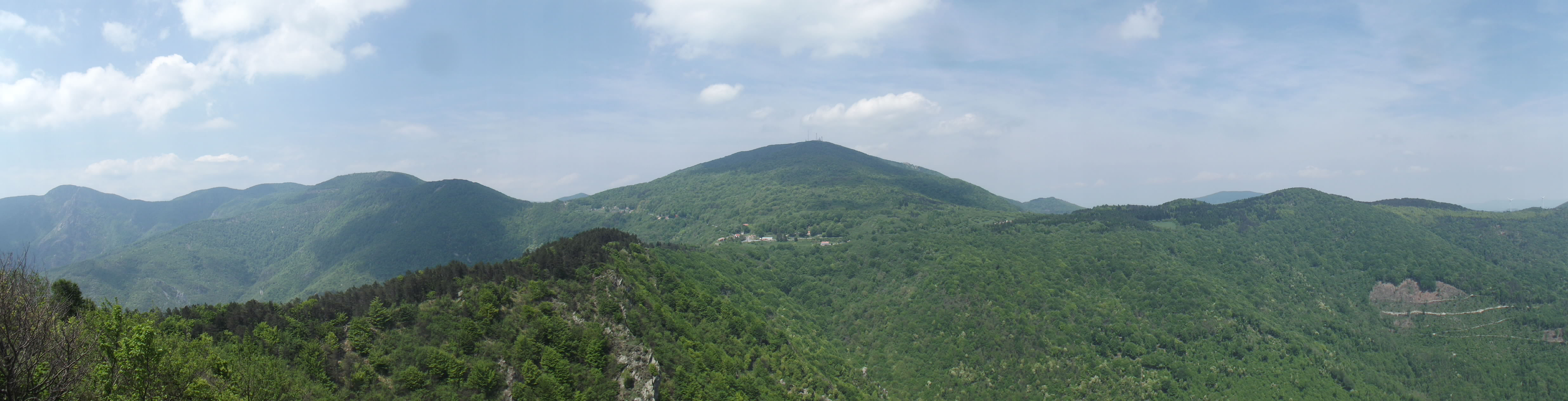
Il monte Settepani e le cime circostanti viste dal Bric Gettina.

La specificità delle Prealpi liguri rispetto all'interno della catena alpina, recepita dalla SOIUSA nel 2005, venne sostenuta nella prima metà del Novecento dall'alpinista ligure Jacques Guiglia Le Prealpi Liguri sono suddivise in un supergruppo, tre gruppi e nove sottogruppi:
- Catena Settepani-Carmo-Armetta (A)
  - Gruppo del Monte Settepani  (A.1)
    - Costiera Bric Quoggia-Monte Alto o Gruppo del Monte Settepani in senso stretto  (A.1.a)
    - Costiera del Monte Settepani o Displuvio Bormida di Pállare - Bormida di Millesimo (A.1.b)
    - Costiera Bric dei Pinei-Rocca Roluta o Displuvio Bormida di Pállare - Bormida di Mállare (A.1.c)
    - Costiera del Bric Gettina o Displuvio Porra - Marémola (A.1.d)

  - Gruppo del Monte Carmo (A.2)
    - Costiera del Monte Carmo o Gruppo del Monte Carmo in senso stretto  (A.2.a)
    - Dorsale Spinarda-Sotta o Displuvio Tanaro - Bormida di Millesimo (A.2.b)

  - Gruppo Galero-Armetta (A.3)
    - Costiera Galero-Armetta o Gruppo del Monte Galero e del Monte Armetta in senso stretto  (A.3.a)
    - Dorsale del Pizzo Castellino o Displuvio Neva - Pennavaira (A.3.b)
    - Dorsale della Rocca delle Penne o Displuvio Pennavaira - Arroscia (A.3.c)

Il colle del Melogno separa il Gruppo del Monte Settepani dal Gruppo del Monte Carmo, mentre il colle San Bernardo di Garessio divide il Gruppo del Monte Carmo dal Gruppo Galero-Armetta, la zona più elevata delle Prealpi Liguri.

## Valichi principali

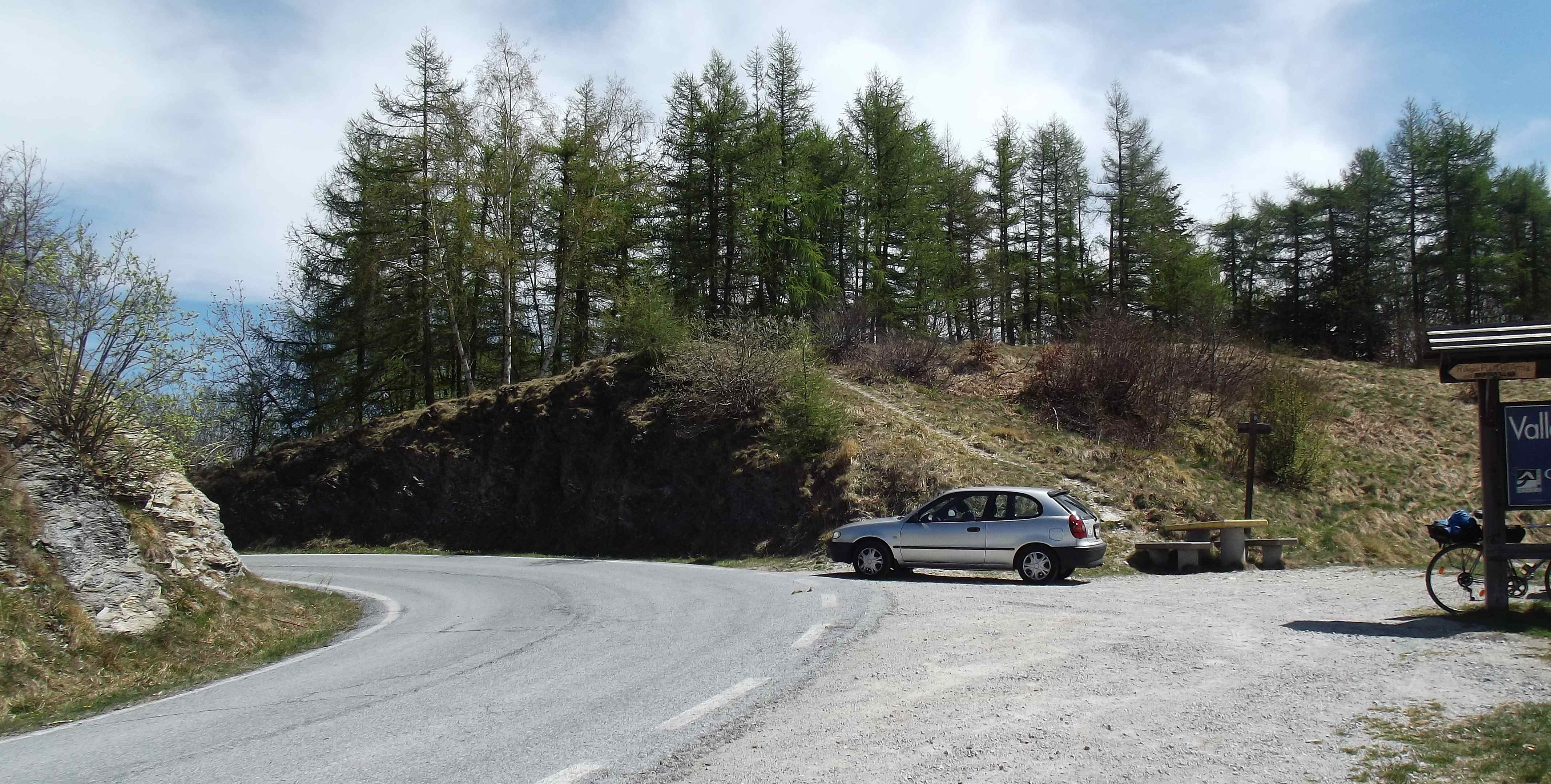
Colle di Caprauna

I principali valichi appartenenti alle Prealpi Liguri sono:
- Bocchetta di Altare (459 m),
- Colla Baltera (795 m),
- Colla di San Giacomo (796 m),
- Giogo di Toirano (801 m),
- Colle Scravaion (814 m),
- Colle dei Giovetti (913 m),
- Colle di Nava (934 m),
- Colle San Bernardo (957 m),
- Colle della Rionda (989 m),
- Colle di San Bernardo d'Armo (1056 m),
- Colle del Quazzo (1090 m),
- Colle del Melogno (1027 m),
- Bocchino delle Meraviglie (1191 m),
- Colle di Caprauna (1379 m),
- Colle San Bartolomeo di Ormea (1446 m),
- Colla Bassa (Prealpi liguri) (1570 m).

## Vette principali

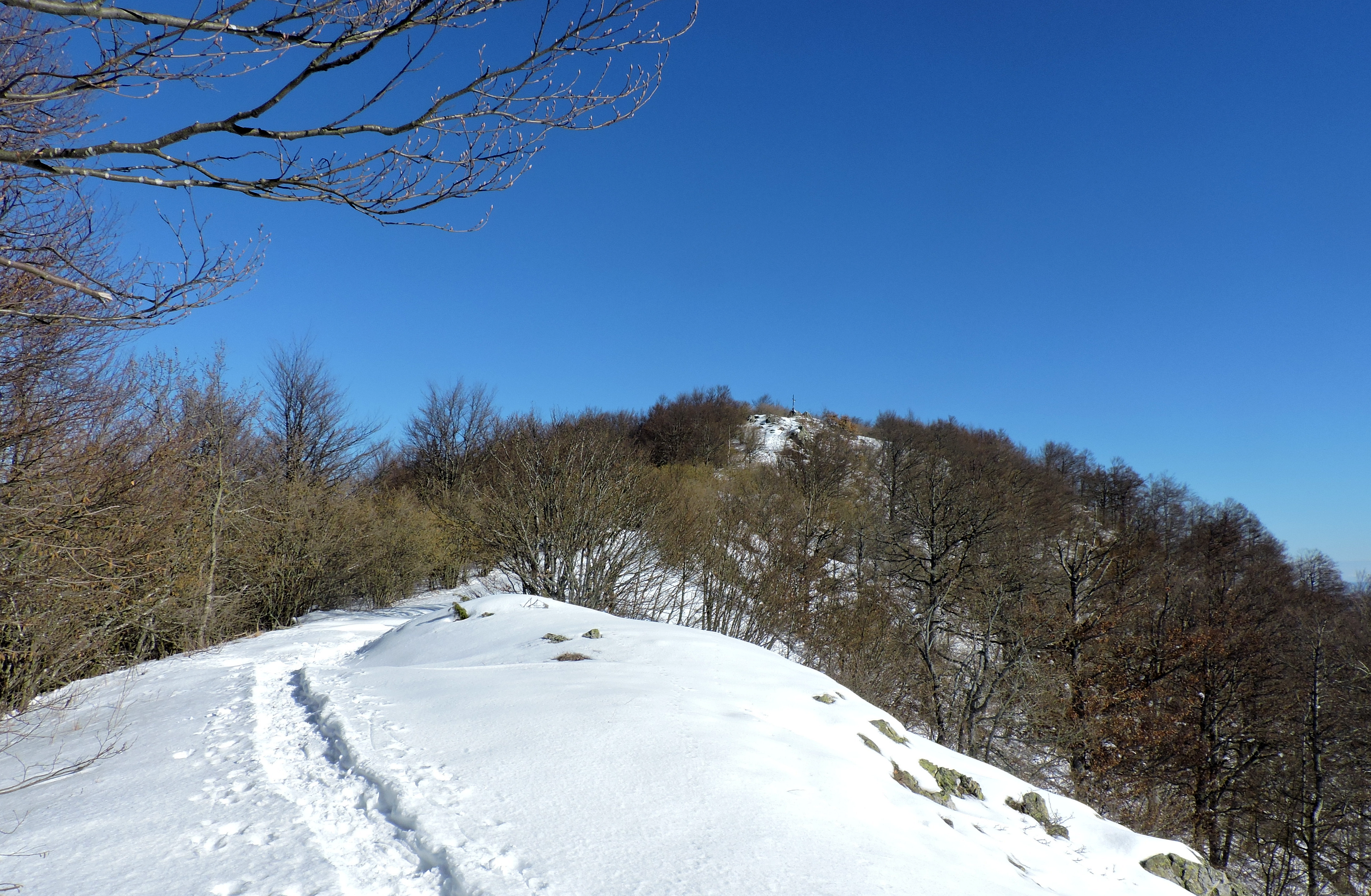
Monte Spinarda

Le montagne principali appartenenti alle Prealpi Liguri sono:
- Monte Armetta (1739 m),
- Monte Galero (1708 m),
- Monte della Guardia (1658 m),
- Monte Dubasso (1545 m),
- Rocca delle Penne (1501 m),
- Monte Carmo di Loano (1389 m),
- Monte Settepani (1386 m),
- Monte Scalabrino (1377 m),
- Bric della Penna (1375 m),
- Monte Spinarda (1357 m),
- Bric Agnellino (1335 m),
- Monte Pennino (1270 m),
- Monte Cianea (1226 m),
- Monte Camulera (1224 m),
- Monte Sotta (1206 m),
- Bric dello Schiavo (1172 m),
- Bric Agrifoglio (1156 m),
- Rocca Barbena (1142 m),
- Ronco di Maglio (1108 m),
- Monte Lingo (1102 m),
- Monte Peso Grande (1092 m),
- Pian dei Corsi (1028 m),
- Bric Zerbi (1028 m),
- Bric Gettina (1025 m),
- Monte Alto (954 m),
- Bric della Croce (911 m),
- Monte Baraccone (819 m),
- Monte Burot (745 m).

## Storia

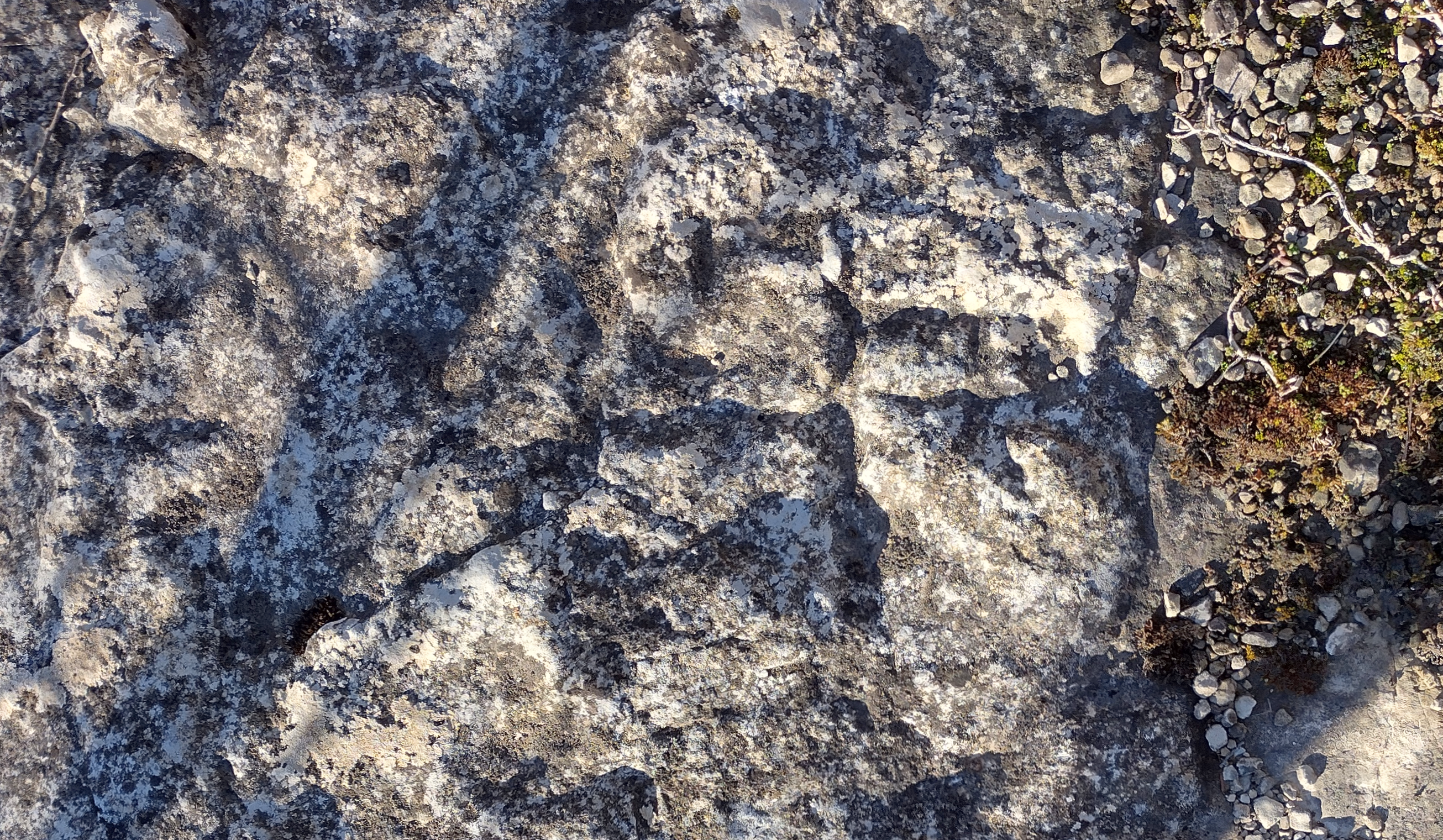
Simboli cruciformi incisi nei pressi della cima del monte Castell'Ermo

Il popolamento umano delle Prealpi liguri è molto antico e ha lasciato tracce significative in vari luoghi, anche grazie alla presenza di numerose cavità naturali che hanno facilitato la conservazione delle tracce degli insediamenti preistorici. La zona fu caratterizzata, prima dell'industrializzazione e della diffusione del trasporto motorizzato, dalla presenza oltre che di centri abitati permanenti anche di insediamenti agricoli frequentati solo nel corso della bella stagione. A fine Ottocento queste montagne, come anche buona parte della catena appenninica, risultavano brulle a causa di estesi disboscamenti.  Le Prealpi Liguri ebbero notevole rilevanza durante il periodo della Resistenza, quando vi operarono numerose formazioni partigiane le cui azioni furono, tra l'altro, narrate in alcune opere dello scrittore Italo Calvino. Nel secondo dopoguerra, come in altre zone montane a quota medio-bassa, l'area montagnosa conobbe un progressivo spopolamento e, a livello ambientale, il bosco si estese a spese delle aree coltivate progressivamente abbandonate. La maggiore estensione del manto boscoso fu tra i fattori che favorirono la diffusione nelle Prealpi Liguri del lupo a partire dalle aree appenniniche del centro Italia dove la specie si trovava confinata, e della sua successiva ricolonizzazione del resto della catena alpina.

## Tutela naturalistica

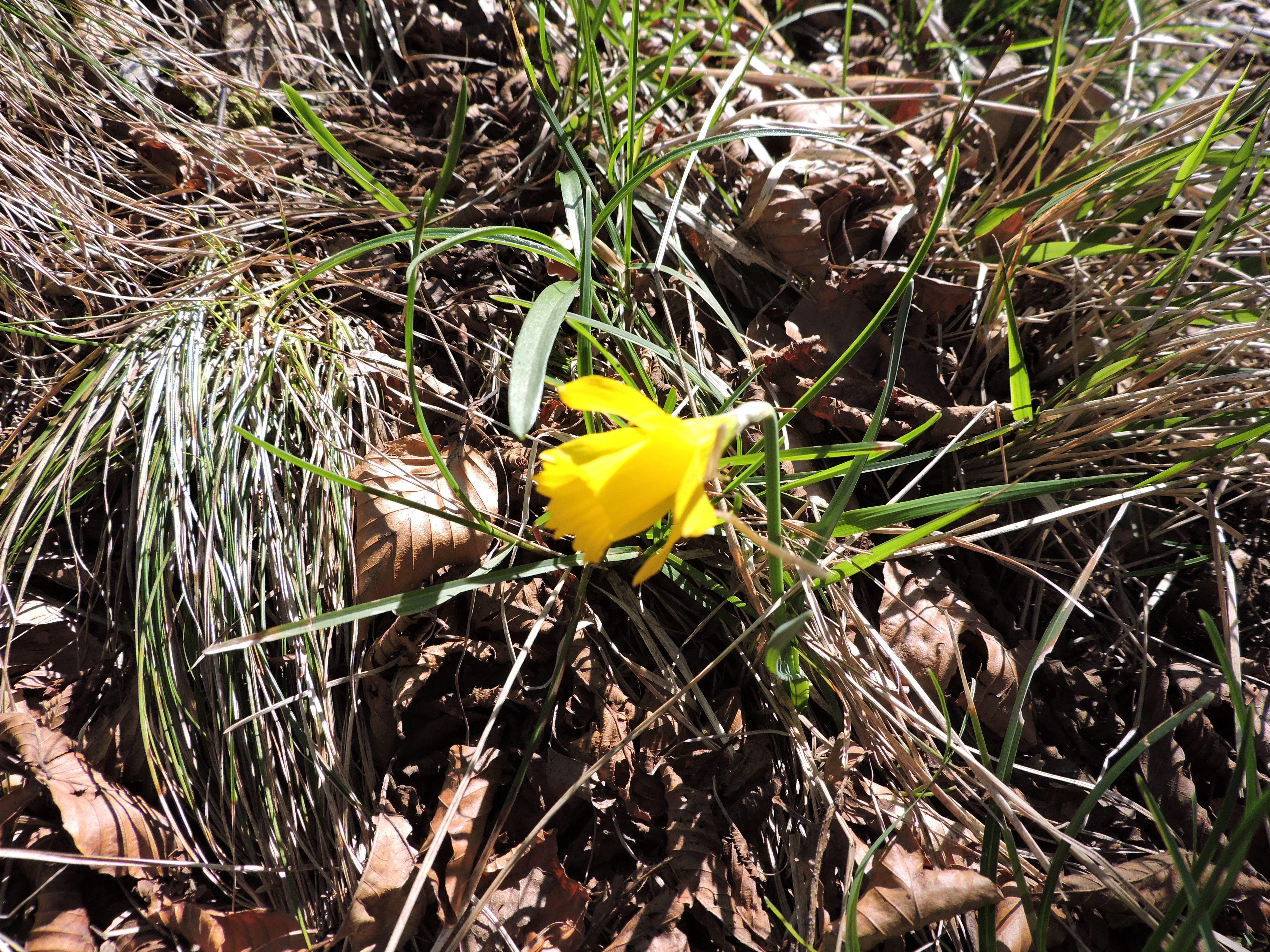
Un tromboncino giallo presso la Rocca Barbena

Sulle Prealpi Liguri sono stati istituiti vari siti di importanza comunitaria, tra i quali Monte Carmo - Monte Settepani, Monte Galero, Monte Ravinet - Rocca Barbena, Monte Spinarda - Rio Nero, Bric Zerbi, Castell'Ermo - Peso Grande e Ronco di Maglio.